# León Valencia
León Valencia Agudelo (Antioquia, 1955) es un exguerrillero, politólogo, analista y autor colombiano. 

## Biografía
Fue guerrillero del Ejército de Liberación Nacional (ELN). Dejó las armas en 1994 tras un proceso de paz con la guerrilla Corriente de Renovación Socialista (CRS), un grupo disidente del ELN..
Fue el cofundador y director de la ONG Nuevo Arcoíris, de donde se retiró en marzo de 2012. Como director de la corporación, realizó la investigación académica que puso en evidencia la penetración del paramilitarismo en la política y las instituciones democráticas de Colombia.
Ha sido columnista de los diario El Tiempo y el Colombiano, y de la Revista Semana. 
Es el director y presentador del programa de análisis político La Controversia en Canal Capital. Es miembro y cofundador del Portal de Periodismo Las2orillas. y actualmente dirige la Fundación Paz y Reconciliación.

## Libros publicados

### No ficción
- Las columnas de la paz, 1998
- Adiós a la política bienvenida la guerra, 2002
- Miserias de la guerra, esperanzas de la paz, 2003
- Gente que conocí, 2007
- Mis años de guerra, 2008
- El regreso del Uribismo 2019
- Los clanes políticos que mandan en Colombia, 2020
- La izquierda al poder en Colombia, 2022

### Ficción
- Con el pucho de la vida, 2004
- La sombra del presidente, 2020

### Como coautor
- La ley de justicia y paz, con Eduardo Pizarro Leongómez, 2009
- Sindicalismo asesinado : reveladora investigación sobre la guerra contra los sindicalistas colombianos, con Juan Carlos Celis, 2012
- Herederos del mal: clanes, mafias y mermelada, congreso 2014-2018, con Ariel Ávila Martínez, 2014
- Los retos del postconflicto: justicia, seguridad y mercados ilegales, con Ariel Ávila Martínez, 2016
- La minería en el posconflicto: un asunto de quilates, con Alexander Riaño, 2017
- Lo que nos arrebató la pandemia